# Beania rediviva
Beania rediviva är en mossdjursart som beskrevs av Hayward och Cook 1983. Beania rediviva ingår i släktet Beania och familjen Beaniidae. Inga underarter finns listade i Catalogue of Life.